# Lissoblemma lunuliferata
Lissoblemma lunuliferata là một loài bướm đêm trong họ Geometridae.